# Henning Lindberg
Oskar Henning Robert Algotsson-Lindberg, född 12 maj 1913 i Helsingborgs Maria församling, Malmöhus län, död 14 juli 1980 i Raus församling i Helsingborg, var en svensk konstnär.
Lindberg utbildade sig privat för olika konstnärer i Sverige och Danmark. Hans konst består av figurmotiv och landskap, främst kustpartier med klippor från Bohuslän och Skåne, men framför allt marinmålningar med hög sjö. 
Henning Lindberg tillhörde släkten Lindberg från Småland. Han är gravsatt på Råå kyrkogård.

### noter
1. ↑  Sveriges Dödbok 1830–2020, Sveriges Släktforskarförbund (2021)
2. ↑  ”Algotsson-Lindberg, Oskar Henning Robert”. SvenskaGravar.se. https://www.svenskagravar.se/search?query=Henning+Lindberg+1980&parishId=&cemeteryId=&graveNumber=&birthDate=&deathDate=&burialDate=. Läst 16 augusti 2025.